# Vyšehrad
Vyšehrad (în cehă = castelul de sus) este un ansamblu fortificat situat în orașul Praga, Republica Cehă. Acesta a fost construit, probabil, în secolul al X-lea, pe un deal de pe malul râului Vltava. În interiorul castelului se află Bazilica Sfinților Petru și Paul, precum și Cimitirul Vyšehrad, care conține mormintele multor oameni celebri din istoria Cehiei cum ar fi Antonín Dvořák, Bedřich Smetana, Karel Čapek și Alfons Mucha. Castelul include, de asemenea, cea mai veche clădire din Praga, Rotonda Sfântului Martin, ce datează din secolul al XI-lea.
Legenda locală susține că Vyšehrad a fost locul primei așezări care a devenit mai târziu Praga, deși până acum această ipoteză nu a fost demonstrată. 

## Istoria
Când membrii dinastiei Přemyslid s-au stabilit pe locul actualei cetăți a Pragăi, cele două castele au menținut sfere de influență opuse pentru aproximativ două secole. Ca și această cetate, cea de-a doua reședință a suveranilor cehi a fost construită pe o stâncă abruptă, chiar deasupra malului drept al râului Vltava, în secolul al X-lea. Castelul Vyšehrad a atins apogeul în a doua jumătate a secolului al XI-lea, când Vratislav s-a mutat din Castelul Praga, iar fortul original a fost remodelat ca un complex ce cuprindea palatul suveranului, o biserică și scaunul capitular (capitulum). Perioada de dezvoltare s-a încheiat în jurul anului 1140 când ducele Soběslav și-a mutat reședința înapoi în Castelul Praga.
La începutul secolului al XIV-lea, când Sfântul Împărat Roman Carol al IV-lea a început să extindă Cetatea Pragăi la dimensiunile actuale, castelul Vyšehrad, care începuse să se deterioreze, a fost abandonat și nu a mai fost folosit ca reședință regală. Mai târziu, întregul complex a fost refăcut de către Carol al IV-lea, fiind construite fortificații noi, cu două porți și un palat regal, în timp ce palatul Sfinților Petru și Pavel urma să fie reparat. La începutul Războaielor Husite, Vyšehrad a fost cucerit și jefuit de către husiți în 1420 și apoi din nou în 1448 de către trupele regelui George de Poděbrady. Castelul a fost apoi abandonat și a devenit o ruină. El a trecut printr-o serie de lucrări de renovare în secolul al XVII-lea, atunci când Monarhia Habsburgică a preluat controlul asupra ținuturilor cehe după Războiul de Treizeci de Ani și l-a refăcut în 1654 ca fortăreață în stil baroc, transformându-l într-un centru de instruire pentru Armata Austriacă și încorporându-l mai târziu în zidurile de apărare din jurul orașului Praga.
Forma actuală a Vyšehrad-ului ca reședință fortificată, cu ziduri puternice din cărămidă, cu bastioane și cu porțile Tábor și Leopold, este rezultatul refacerii în stil baroc. Cihelná brána (Poarta de Cărămidă) este o structură în stil Empire ce datează din 1841. Partea principală a porții Špička, părți ale podului în stil romanic și ruinele gotice ale turnului de veghe cunoscut sub numele de Libušina lázeň (Băile Libušei) sunt singurele fragmente care au fost păstrate din Evul Mediu. Rotonda în stil romanic a Sfântului Martin datează din a doua jumătate a secolului al XI-lea. Biserica Sf. Petru și Paul, din secolul al XI-lea, care domină Vyšehradul, a fost remodelată în a doua jumătate a secolului al XIV-lea și din nou în anii 1885 și 1887 în stil neogotic. Vyšehrad și zona din jurul său a devenit parte componentă a orașului Praga în 1883. Zona este în prezent unul dintre districtele cadastrale ale orașului.
Începând din secolul al XXI-lea, Vyšehrad a devenit un parc public, care este un loc îndrăgit pentru recreere și pentru celebrarea sărbătorilor. De exemplu, el este un loc popular printre cehi pentru sărbătorirea Anului Nou.

## Imagini

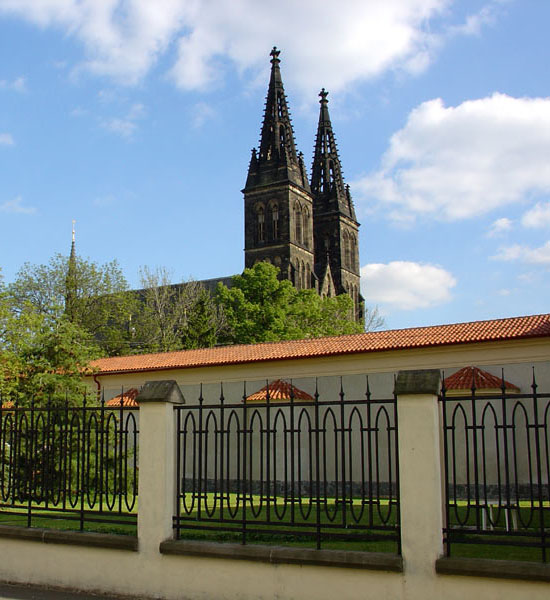
Bazilica Sf. Petru și Paul din Vyšehrad
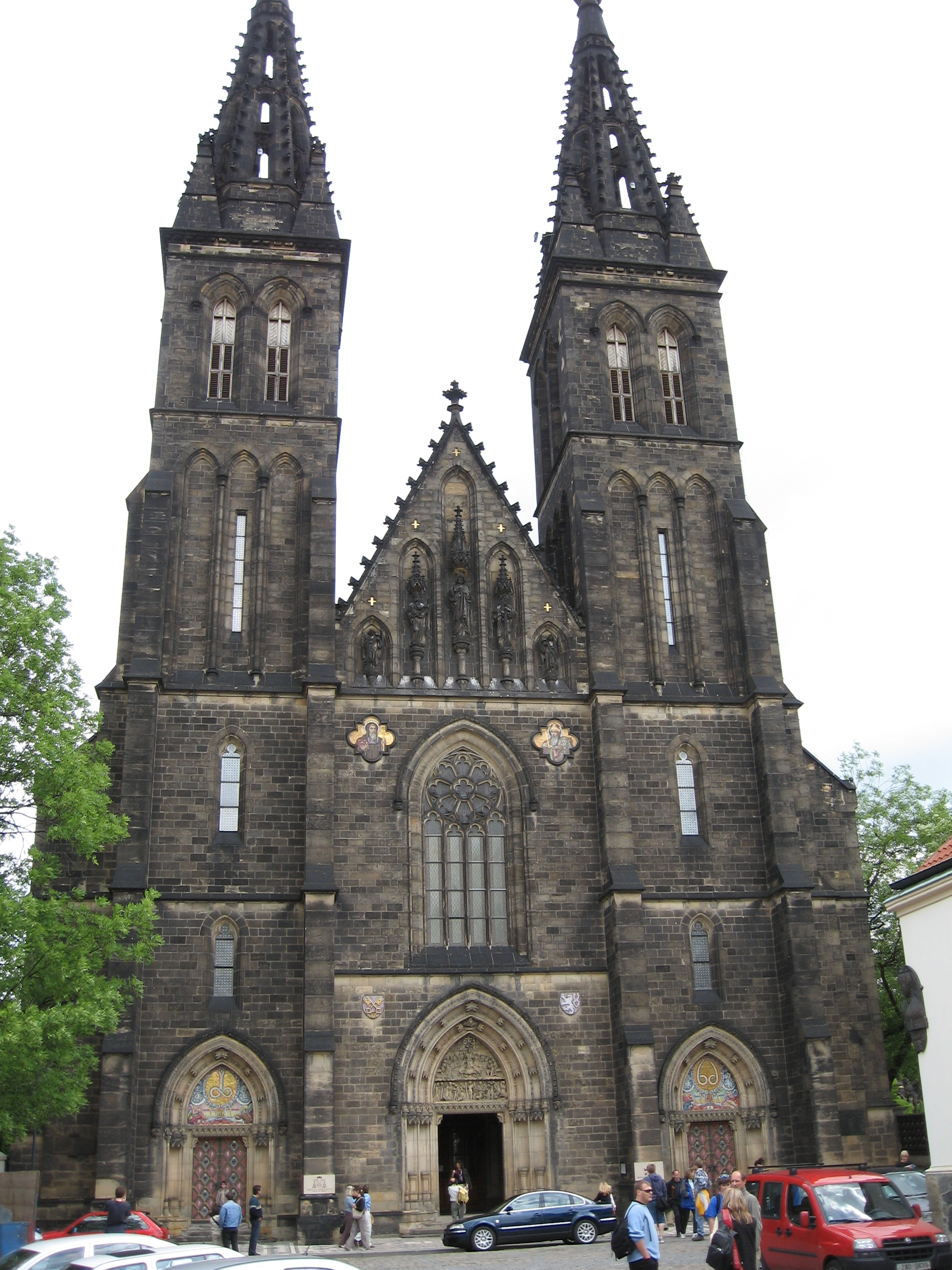
Fațada bazilicii
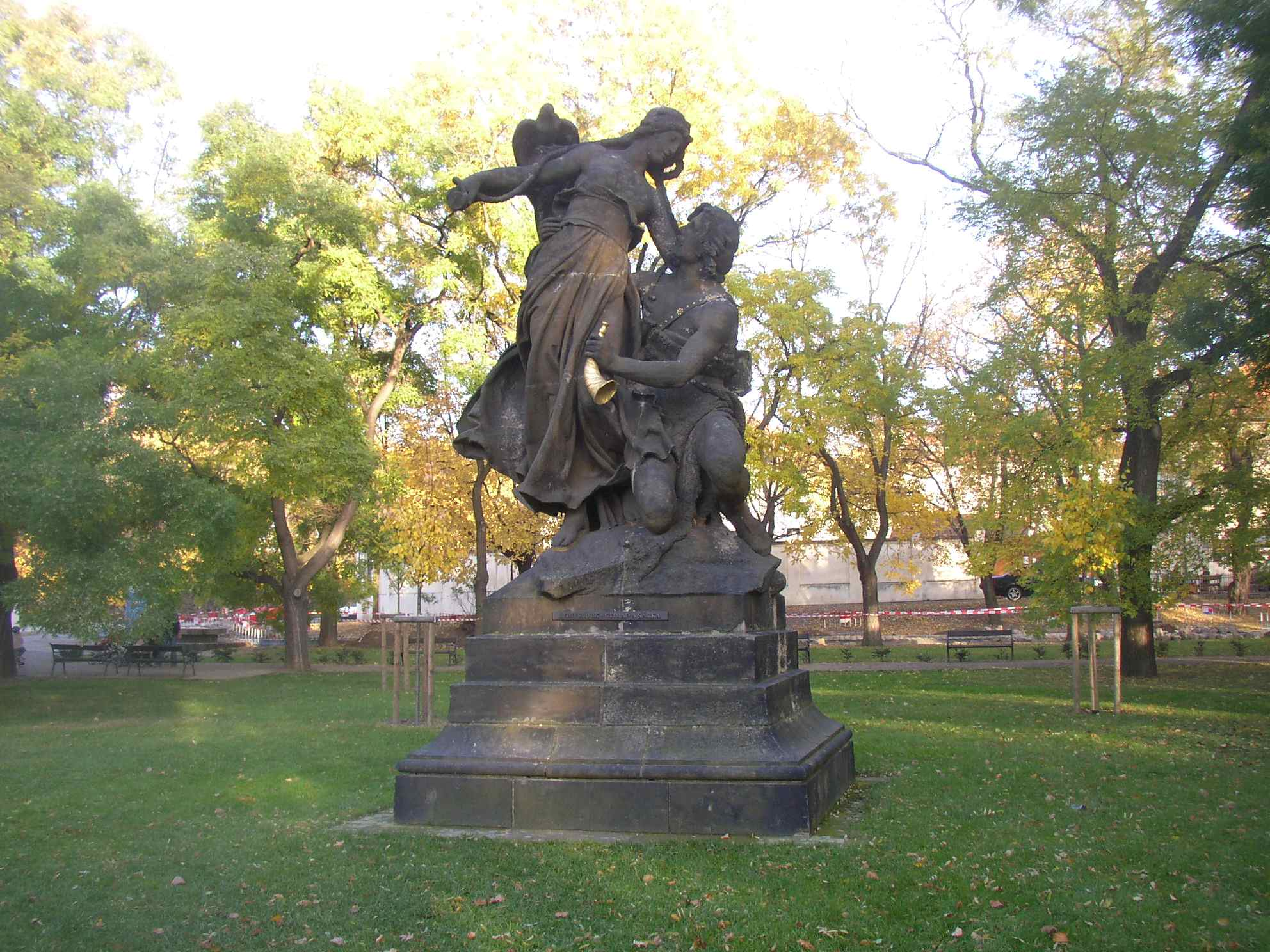
Sculpturi realizate în parc de Josef Václav Myslbek
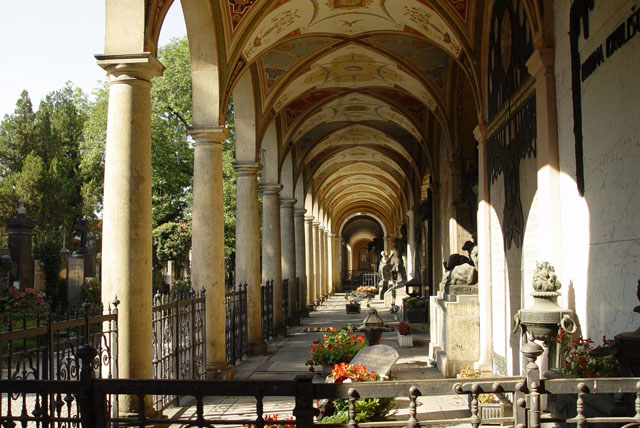
Cimitirul Vyšehrad
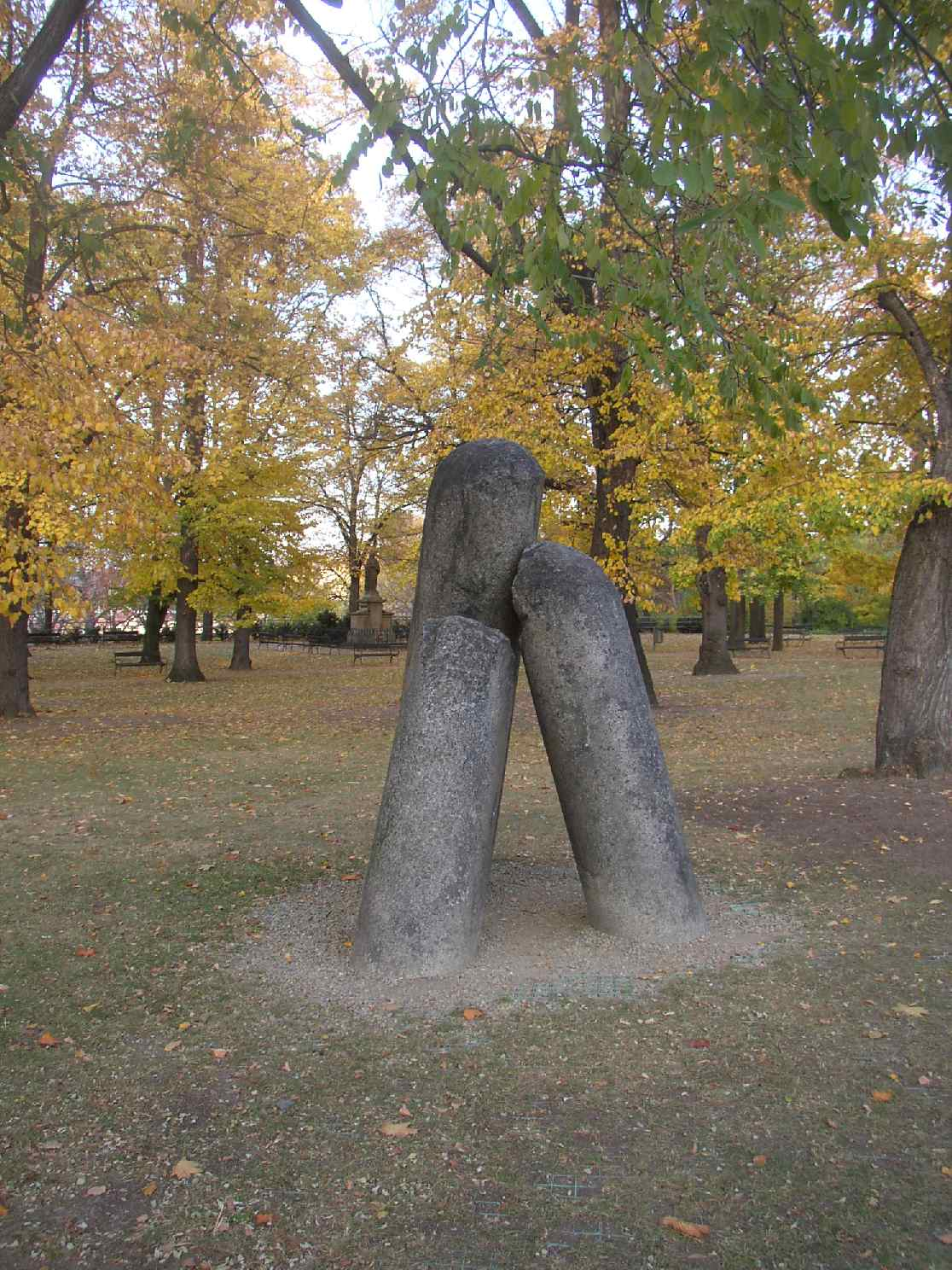
Coloana Diavolului
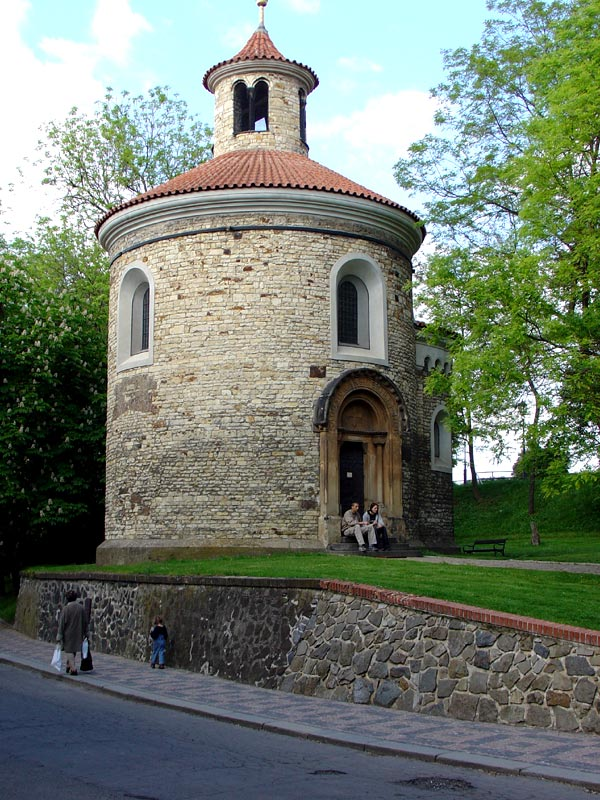
Vechea rotondă a Sf. Martin ce datează din secolul al XI-lea
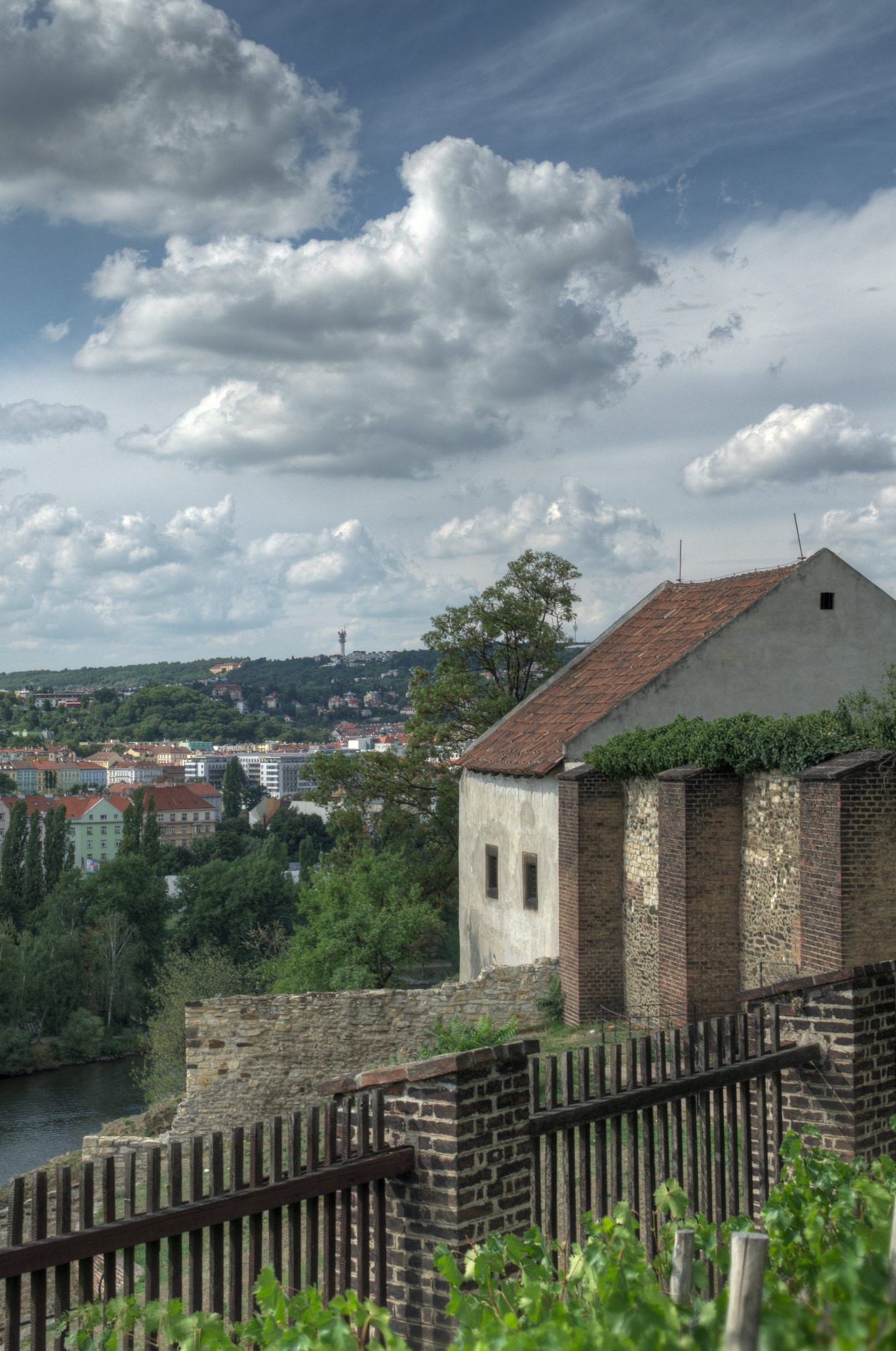
Clădirea de deasupra Băilor Libušei
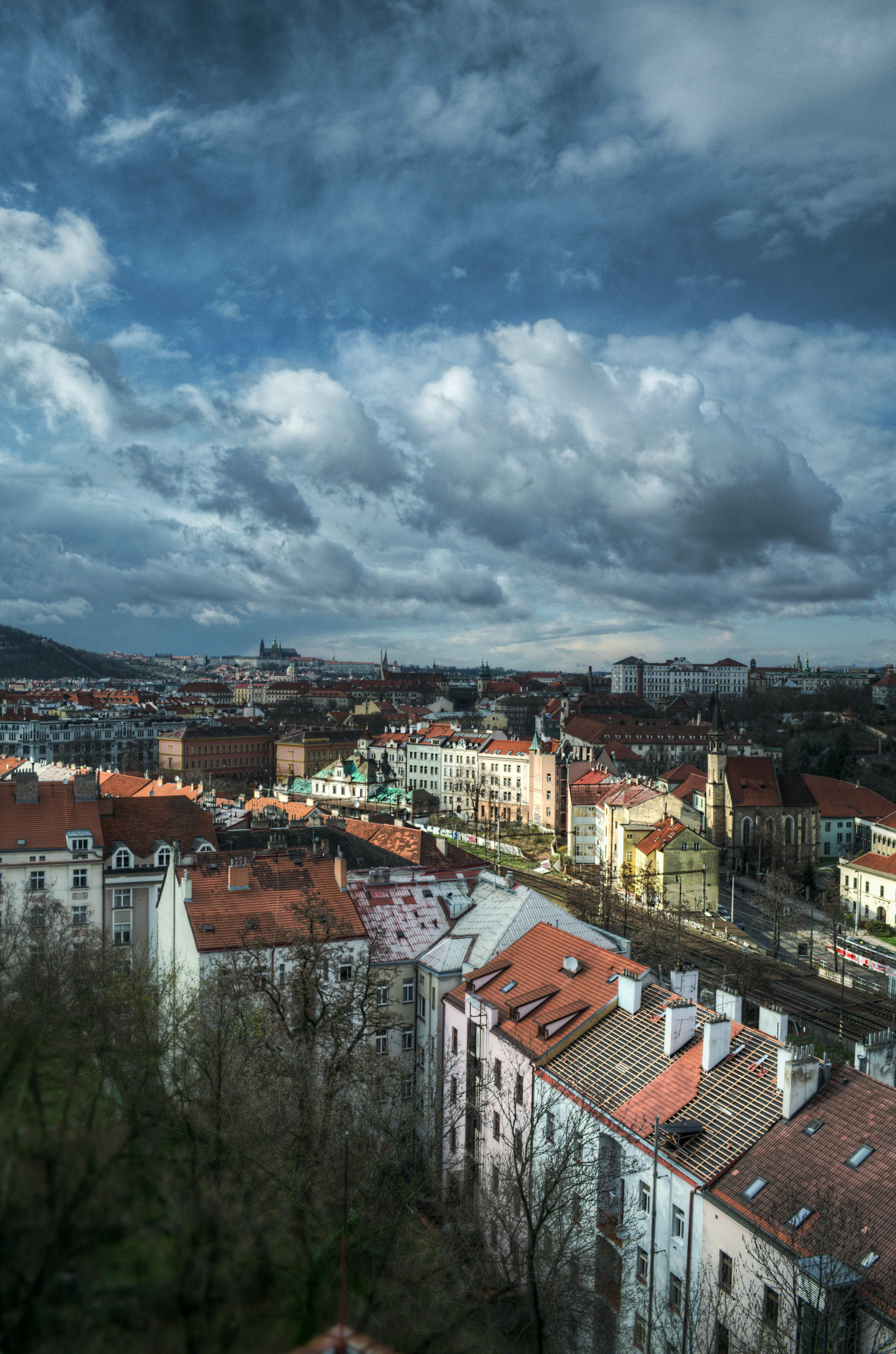
Vedere din Vyšehrad
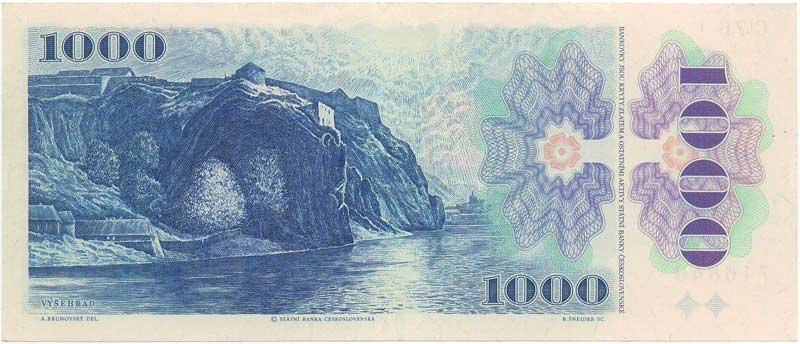
Vedere a Vltavei la Vyšehrad, reprezentare pe reversul bancnotei de 1000 de coroane cehoslovace (1985)